# ورزشگاه سیسرو
ورزشگاه سیسرو (به عربی: ملعب شیشرون) یک ورزشگاه در اریتره است که در اسمره واقع شده‌است.